# Mussol esparverenc
El mussol esparverenc (Surnia ulula) és una espècie d'ocell de la família dels estrígids (Strigidae) i únic membre del gènere Surnia. Es troba al nord d'Euràsia i Amèrica del Nord. El seu estat de conservació es considera de risc mínim.
És un actiu caçador diürn, i sol sotjar les preses inclinat endavant des d'alguna branca amb visibilitat.

## Descripció
El mussol esparverenc té les ales llargues i punxegudes, cua llarga i cap aplatat, s'assembla a un astor o un falcó.

## Comportament
Té un vol estable i directe, amb ràfegues curtes d'aleteigs que s'alternen amb planatges i mostres ràpides d'agilitat quan captura ocells petits al vol. Sol caçar des d'alguna branca, però de vegades patrulla lentament a l'aire, observa i després s'abalança sobre les preses.

## Alimentació
S'alimenta sobretot talps, encara que també caça mamífers majors. Captura ocells, sobretot a l'hivern quan escasseja un altre aliment, de vegades al vol.